# Until I Found You
"Until I Found You" é uma música do cantor e compositor estadunidense Stephen Sanchez, lançada em 1º de setembro de 2021 como single principal do seu segundo EP, Easy on My Eyes. A canção foi produzida por Ian Fitchuk e Konrad Snyder.

## Antecedentes
Lançada originalmente em 1º de setembro de 2021, pela Republic Records, a música ganhou destaque no aplicativo de mídia TikTok e alcançou 28 milhões de streams globais desde seu lançamento. "Escrevi essa música no meu quarto para uma garota que amava", disse Sanchez à revista Rolling Stone.
Uma versão remix com versos da cantora e compositora Em Beihold foi lançada em 22 de abril de 2022.

## Vídeo clipe
O videoclipe foi oficialmente lançado no canal de Sanchez no YouTube em 29 de junho de 2022. O clipe mostra o cantor se apresentando ao lado de uma sósia de Marilyn Monroe (Jeri Mae James).

## Desempenho comercial
| País – Tabela musical (2022)                 | Melhor posição |
| -------------------------------------------- | -------------- |
| Austrália (ARIA)                             | 65             |
| Canadá (Canadian Hot 100)                    | 56             |
| Global 200 (Billboard)                       | 56             |
| Indonésia (Billboard)                        | 2              |
| Irlanda (IRMA)                               | 46             |
| Lituânia (AGATA)                             | 100            |
| Malásia International (RIM)                  | 1              |
| Países Baixos (Single Tip)                   | 6              |
| Nova Zelândia Hot Singles (RMNZ)             | 11             |
| Filipinas (Billboard)                        | 5              |
| Portugal (AFP)                               | 27             |
| Singapura (RIAS)                             | 4              |
| Suécia Heatseeker (Sverigetopplistan)        | 1              |
| Reino Unido (UK Singles Chart)               | 72             |
| EUA Billboard Hot 100                        | 38             |
| EUA Adult Contemporary (Billboard)           | 24             |
| EUA Adult Top 40 (Billboard)                 | 17             |
| EUA Hot Rock & Alternative Songs (Billboard) | 4              |
| EUA Mainstream Top 40 (Billboard)            | 10             |
| Vietnã (Vietnam Hot 100)                     | 20             |

| País – Tabela musical (2022) | Posição |
| ---------------------------- | ------- |
| Canadá (Canadian Hot 100)    | 100     |
| Global 200 (Billboard)       | 122     |

## Certificação
| País / Certificadora  | Certificações | Vendas     |
| --------------------- | ------------- | ---------- |
| Austrália (ARIA)      | Ouro          | 35.000+    |
| Estados Unidos (RIAA) | 2× Platina    | 1.000.000+ |